# Pipistrellus murrayi
Pipistrelle de l'île Christmas
Espèce
Synonymes
- Pipistrellus tenuis murrayi Andrews, 1900[2]

Statut de conservation UICN

 EX  : Éteint

Localisation de l'île Christmas en Asie du Sud-Est.

Pipistrellus murrayi, la pipistrelle de l'île Christmas, est une espèce éteinte de chauves-souris de la famille des Vespertilionidae. Elle était endémique de l'île Christmas en Australie. Elle est parfois considérée comme une sous-espèce de Pipistrellus tenuis sous le taxon Pipistrellus tenuis murrayi. Le dernier spécimen vivant a été aperçu en août 2009, sans autre observation depuis, malgré des efforts intensifs pour localiser l'espèce,.

## Taxonomie et étymologie
Elle a été décrit comme une nouvelle espèce par le paléontologue britannique Charles William Andrews, dans une monographie publiée en 1900. Son nom d'espèce "murrayi" a probablement été inspiré par Sir John Murray, qui a aidé à payer l'expédition d'Andrews sur l'île Christmas où il l'a décrit.
Elle a parfois été considéré comme synonyme de Pipistrellus tenuis, ; cependant, les révisions du genre basées sur le baculum ont identifié Pipistrellus murrayi comme une espèce distincte,. Cela a été soutenu par des travaux génétiques menés pour le gouvernement australien dans le cadre de son enquête sur le déclin de l'écologie de l'île Christmas et de la pipistrelle à la mi-2009 ; les résultats de cette analyse indiquent que la pipistrelle de l'île Christmas était étroitement apparentée mais distincte des autres pipistrelles asiatiques.

## Description
C'était une petite chauve-souris pesant environ 3 à 4,5 g. Elle avait une fourrure brun foncé, avec les pointes de ses poils jaunâtres. Son avant-bras mesurait 30 à 33 mm de long. C'était la plus petite espèce de chauve-souris décrite en Australie. Ses oreilles étaient triangulaires et arrondies aux extrémités. Son uropatagium avait un calcar distinct. Sa queue dépasse très légèrement (2 mm) au-delà de l'uropatagium. La longueur de sa tête et de son corps était de 35 à 40 mm de long ; sa queue mesurait 30–31 mm de long ; son oreille mesurait 9–11 mm ; sa patte arrière mesurait 6–8 mm de long.

## Biologie
Cette espèce se nourrissait d'insectes et se perchait dans les creux des arbres et la végétation en décomposition,.

## Déclin et extinction
La pipistrelle de l'île Christmas a décliné de façon spectaculaire à partir de 1990. Elle était autrefois couramment vue dans toute l'île, y compris dans la colonie.
Une réévaluation du nombre d'individus restants en janvier 2009 a suggéré qu'il ne restait peut-être que 20 individus. Le seul gîte commun connu ne contenait que quatre individus. Trois ans auparavant, il y avait 54 individus dans cette colonie et il y avait plusieurs autres colonies connues de taille similaire. La surveillance au début de 2009 a montré que certaines chauves-souris avaient survécu dans la nature, ce qui a incité le gouvernement australien à annoncer le 1er juillet 2009 qu'il tenterait de sauver la chauve-souris en amenant les derniers individus restants en captivité, avec l'aide de chercheurs bénévoles de la Société des Chauves-souris de l'Australasie,. Début août 2009, le gouvernement australien a autorisé la capture des chauves-souris pour établir un programme d'élevage en captivité. Cependant, après quatre semaines d'enquête, une seule chauve-souris a été localisée grâce à son écholocation. Les chercheurs n'ont pas pu l'attraper et le dernier appel d'écholocation de cette chauve-souris a été enregistré le 26 août 2009, lorsqu'elle s'est tue. Le 8 septembre 2009, le gouvernement australien a annoncé que les tentatives de capture des chauves-souris avaient échoué. Aucune pipistrelle de l'île Christmas n'a été vue ou entendue depuis, et on pense que l'espèce est maintenant éteinte,. On pense qu'il s'agit de la première extinction de mammifères en Australie en 50 ans.

## Cause du déclin
La cause du déclin de la pipistrelle de l'île Christmas est inconnue. Plusieurs menaces potentielles ont été suggérées : la prédation ou la perturbation des sites de repos et les maladies. Des espèces introduites telles que le Lycodon capucinus, le mille-pattes géant, la fourmi folle jaune, le rat noir ou les chats sauvages ont toutes été identifiées comme des suspects potentiels responsables du déclin, soit par la prédation, soit par la perturbation des chauves-souris. On a également émis l'hypothèse qu'une menace pour la santé non identifiée ou un empoisonnement par l'insecticide Fipronil utilisé pour contrôler les « supercolonies » de fourmis folles jaunes pourrait être responsable du déclin,.